# Pedro Luis Boitel

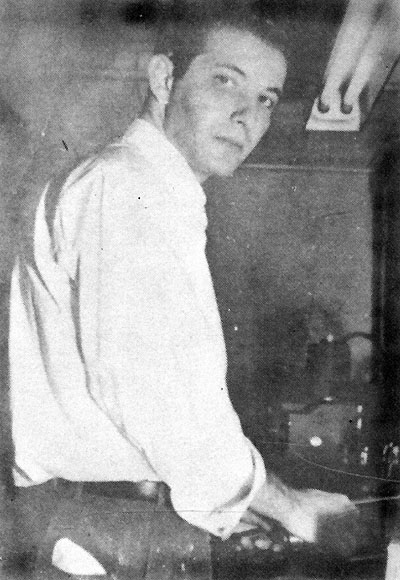
Pedro Luis Boitel

Pedro Luis Boitel (1931 - 25 de maio de 1972) foi um poeta e dissidente cubano que se opôs ao governo de Fulgencio Batista e Fidel Castro. Boitel morreu na prisão em 1972 em consequência de uma greve de fome.